# Горная улитка
Горная улитка (лат. Helix lucorum) — наземный брюхоногий моллюск семейства гелицид.
Крупная улитка с шаровидной раковиной. Диаметр раковины от 35 до 60 мм. Высота раковины от 25 до 45 мм. Взрослые улитки весят около 20-25 г. Общий фон окраски светлый, по нему проходят широкие красно-коричневые поперечные полосы.
Вид распространён на Апеннинском и Балканском полуостровах, в Малой Азии, Сирии, Иране, Крыму, Закавказье. В Беларуси(Минск)отдельная популяция. Инвазивные популяции имеются в Узбекистане и на юге и юго-востоке Казахстана. Также единичные популяции замечены в г.Уфа (Республика Башкортостан). 
Моллюск встречается в широколиственных лесах, по долинам рек, в зарослях кустарников, лесополосах, парках. Активен ночью или после сильных дождей. В спячку не впадает. В сухие летние месяцы зарывается в грунт и впадает в состояние оцепенения.
Яйца размером 4,4 мм.